# Liu Song-dynastie
De Liu Song-dynastie (Hanyu pinyin  Liú Sòng Cháo , Traditioneel  Chinees 劉宋朝, Vereenvoudigd Chinees 刘宋朝) was een Chinese dynastie in het zuiden van het huidige China, met als hoofdstad Jiankang. Deze bestond van 7 juli 420 tot 31 mei 478 en is de eerste van de Zuidelijke Dynastieën en de derde van de Zes Dynastieën. 
De dynastie werd gesticht door Liu Yu, bekend onder zijn postume naam Song Wudi. Omdat vele eeuwen later er opnieuw een Song-dynastie werd opgericht, wordt deze daarom ter onderscheid de 'Liu Song-dynastie' genoemd. Andere benamingen zijn Vroege Song-dynastie en Zuidelijke Song-dynastie.
Zuidelijke Dynastieën: Liu Song · Zuidelijke Qi · Liang (Westelijke Liang) · Chen

Noordelijke Dynastieën: Noordelijke Wei · Oostelijke Wei · Westelijke Wei · Noordelijke Qi · Noordelijke Zhou

(Zes Dynastieën)